# Kompleks Derungvon
Kompleks Derungvon (korejsko 대릉원; handža: 大陵園) je kompleks grobnic iz obdobja Sila v Gjongdžuju v Južni Koreji. Od leta 2011 je razglašen za zgodovinsko območje Južne Koreje. Najdišče je zdaj priljubljena turistična atrakcija; leta 2023 so poročali, da ga je v povprečju letno obiskalo približno milijon obiskovalcev.

## Opis
Kompleks vsebuje 23 grobnic kraljev, kraljic in plemičev iz obdobja Sila.
Grobnice so bile prvič izkopane v japonskem kolonialnem obdobju 1910–1945. Grobnica Gumgvančong je bila izkopana leta 1921, Gumnjongčong leta 1924, Singničong leta 1924 in Sobongčong leta 1926. Po osvoboditvi Koreje leta 1945 so bili Hučong izkopani leta 1946, Mačong leta 1953, Sangsangčong leta 1963 in Čonmačong leta 1973.
V večini grobnic so krste pod nivojem tal. Nekatere imajo krste na pol ali nad nivojem tal. Na vrh krste so naložili kamenje, nato pa še zemljo. Zaradi robustne konstrukcije so bile grobnice plenilcem težko dostopne, kar je omogočilo, da so se številni predmeti dobro ohranili do danes. Številni predmeti so bile razglašeni za narodni zaklad. Izkopavanja artefaktov so se nadaljevala. Leta 2020 so v kompleksu odkrili par ceremonialnih čevljev iz pozlačenega brona, datiranih v konec 5. in začetek 6. stoletja.
Območje je zdaj priljubljena turistična atrakcija. Leta 2023 so poročali, da zvečer potekajo svetlobne predstave, med katerimi se slike projicirajo na grobnice. Projekcije pojasnjujejo tudi njihovo zgodovino.

## Galerija
- People walking near one of the tombs (2006)
- A lake in the complex (2019)